# Allianz Golf Tour
De Allianz Golf Tour is een golftour in Frankrijk, georganiseerd door de Franse PGA. 
De Allianz Tour (AL) van 2011 bestaat uit meer toernooien dan in 2010. In 2010 waren er naast de  Internationaux de France Trophée Jean Garaialde op de Golf d'Hossegor weer enkele toernooien die ook meetelden voor de Europese Challenge Tour (CT) en enkele toernooien die ook meetelden voor de Alps Tour (AT). Als laatste toernooien staat de Allianz Finale de Barbaroux op het programma, waaraan de beste dertig spelers meedoen en de laatste drie voormalige winnaars van de finale, gevolgd door de Mauritius Golf Masters, een Pro-Am van drie dagen waarbij de pro ook voor een eigen score speelt.
In 2011 staat het  Allianz Open de Saint François, een nieuw toernooi in Guadeloupe, op de agenda.
Om aan deze toernooien te mogen meedoen moet een speler zich kwalificeren hetzij door eerdere successen hetzij door naar de Tourschool te gaan. Pierre Relecom won de Tourschool van 2011.

## Order of Merit
De Allianz Tour heeft zijn eigen Order of Merit. 
| Jaar | Winnaar OoM     | Rookie of the Year |
| ---- | --------------- | ------------------ |
| 2007 | Julien Quesne   |                    |
| 2008 | ??              | ??                 |
| 2009 | ??              | ??                 |
| 2010 | Raymond Russell | Matthieu Bey       |

## Winnaars

### 1998
| Data | Data | Toernooi                    | Tour | Winnaar           | Score | Score |
| ---- | ---- | --------------------------- | ---- | ----------------- | ----- | ----- |
|      |      | Allianz Challenge de France | AL   | Warren Bennett po |       |       |

### 1999
| Data | Data | Toernooi                  | Tour | Winnaar    | Score | Score |
| ---- | ---- | ------------------------- | ---- | ---------- | ----- | ----- |
|      |      | Challenge de France Bayer | AL   | Iain Pyman |       |       |

### 2000
| Data | Data | Toernooi                       | Tour | Winnaar               | Score | Score |
| ---- | ---- | ------------------------------ | ---- | --------------------- | ----- | ----- |
|      |      | Le Touquet Challenge de France | AL   | Fredrik Andersson Hed |       |       |

### 2001
| Data | Data | Toernooi                     | Tour | Winnaar        | Score | Score |
| ---- | ---- | ---------------------------- | ---- | -------------- | ----- | ----- |
|      |      | Hardelot Challenge de France | AL   | Mârten Olander |       |       |

### 2003
| Data  | Data  | Toernooi                             | Tour  | Winnaar           | Score | Score |
| ----- | ----- | ------------------------------------ | ----- | ----------------- | ----- | ----- |
|       |       | Hardelot Challenge de France         | AL    | Mârten Olander    |       |       |
| 02-10 | 05-10 | ALLIANZ Golf Open Toulouse Metropole | AL CT | Scott Drummond po | 269   | -10   |

### 2004
| Data  | Data  | Toernooi                            | Tour  | Winnaar        | Score | Score |
| ----- | ----- | ----------------------------------- | ----- | -------------- | ----- | ----- |
|       |       | Allianz Open Côtes d'Armor Bretagne | AL    | Julien Millet  |       |       |
| 20-09 | 23-09 | Open de Toulouse                    | AL CT | Marc Cayeux po | 276   | -12   |

### 2005
| Data  | Data  | Toernooi                            | Tour  | Winnaar            | Score | Score |
| ----- | ----- | ----------------------------------- | ----- | ------------------ | ----- | ----- |
|       |       | Allianz Open Côtes d'Armor Bretagne | AL    | Nicolas Joakimides |       |       |
| 29-09 | 02-10 | Open de Toulouse 2005               | AL CT | Brad Butterfield   | 271   | -17   |

### 2006
| Data  | Data  | Toernooi                            | Tour  | Winnaar             | Score | Score |
| ----- | ----- | ----------------------------------- | ----- | ------------------- | ----- | ----- |
|       |       | Allianz Open Côtes d'Armor Bretagne | AL    | Julien Xanthopoulos |       |       |
| 05-10 | 08-10 | Golf Open International de Toulouse | AL CT | Julien Foret po     | 274   | -14   |

### 2007
| Data  | Data  | Toernooi                                           | Tour  | Winnaar         | Score | Score |
| ----- | ----- | -------------------------------------------------- | ----- | --------------- | ----- | ----- |
|       |       | AGF-Allianz Open des Volcans - Challenge de France |       | Gareth Paddison |       |       |
|       |       | Allianz Open Côtes d'Armor Bretagne                |       | Peter Baker     |       | v     |
|       |       | Open International de Normandie                    |       | Julien Quesne   |       | -12   |
|       |       | Allianz Open de Lyon                               | AL    | David Horsey    |       |       |
| 10-05 | 13-05 | Open de Toulouse                                   | AL CT | Joost Luiten    | 271   | -17   |

### 2008
| Data  | Data  | Toernooi                            | Tour  | Winnaar             | Score | Score |
| ----- | ----- | ----------------------------------- | ----- | ------------------- | ----- | ----- |
|       |       | Allianz Open Côtes d'Armor Bretagne |       | Joakim Haeggman     |       |       |
|       |       | Open International de Normandie     |       | Dominique Nouailhac |       | -14   |
| 03-07 | 06-07 | Allianz Open de Lyon                | AL CT | David Horsey        | 266   | -22   |
| 02-10 | 05-10 | Open de Toulouse                    | AL CT | Richie Ramsay       | 269   | -19   |

### 2009
| Data  | Data  | Toernooi                            | Tour  | Winnaar          | Score | Score |
| ----- | ----- | ----------------------------------- | ----- | ---------------- | ----- | ----- |
|       |       | Allianz Open Côtes d'Armor Bretagne |       | Lee James        |       |       |
|       |       | Open International de Normandie     |       | Damien Perrier   |       | -17   |
| 09-07 | 12-07 | Allianz Open de Lyon                | AL CT | Alexandre Kaleka | 268   | -16   |
|       |       | Open de Toulouse                    |       | John Parry       | 267   |       |

### 2010
| Data  | Data  | Toernooi                                | Tour  | Winnaar                 | Score | Score |
| ----- | ----- | --------------------------------------- | ----- | ----------------------- | ----- | ----- |
|       |       | Allianz European Strasbourg             | AL CT | Romain Wattel (amateur) |       |       |
|       |       | Trophée Jean Garaialde                  | AL    | Agus Domingo            | 270   | -14   |
|       |       | Allianz Challenge de France             | AT    | Nunzio Daniele Lombardi | 266   | -18   |
|       |       | Allianz Open Côtes d'Armor Bretagne     | CT    | Sam Walker              | 272   | -8    |
|       |       | Open International de la Mirabelle d’Or | AT    | Juan-Antonio Bragulat   | 267   | -21   |
|       |       | Open International de Normandie         | AT    | Matteo Delpodio         | 271   | -13   |
| 08-07 | 11-07 | Allianz Golf Open de Lyon               | CT    | Bernd Wiesberger        | 271   | -17   |
| 08-10 | 11-10 | Golf Open Grand Toulouse                | AL CT | Bernd Wiesberger        | 282   | -6    |
|       |       | Allianz finale de Barbaroux             |       | Victor Dubuisson        | 216   | -8    |
|       |       | Mauritius Golf Masters                  |       | Nicolas Colsaerts       | 207   | -9    |

- Victor Dubuisson versloeg Eduard Dubois in de play-off pas op de zesde hole.

### 2011
| Data  | Data  | Toernooi                                | Tour  | Winnaar                     | Score | Score |
| ----- | ----- | --------------------------------------- | ----- | --------------------------- | ----- | ----- |
|       |       | Allianz Challenge de France             | AL CT | Nicolas Meitinger           |       |       |
|       |       | Allianz Open de Strasbourg              | AL CT | Nicolas Meitinger           |       |       |
|       |       | Trophée Jean Garaialde                  | AL    | Ivo Giner & Adrien Bernadet |       |       |
|       |       | Allianz Challenge de France             | CT    | Nicolas Meitinger po        | 269   | -15   |
|       |       | Allianz Open de St François             | AT    | Ignacio Sanchez Palencia    | 270   | -14   |
|       |       | Allianz Open Côtes d'Armor Bretagne     | CT    | Phillip Archer              | 273   | -7    |
|       |       | Open International de la Mirabelle d’Or | AT    | 23-26 juni                  |       |       |
|       |       | Open International de Normandie         | AT    | Romain Schneider            |       | -13   |
|       |       | Golf Open Grand Toulouse                | AL CT | Sam Little                  | 268   | -16   |
| 06-10 | 09-10 | Allianz Golf Open de Lyon               | CT    | Julien Quesne               | 268   | -16   |
| 27-10 | 29-10 | Allianz Finale de Barbaroux             |       |                             |       |       |
| 15-12 | 17-12 | Mauritius Golf Masters                  |       |                             |       |       |

### 2012
| Data  | Data  | Toernooi                        | Tour  | Winnaar            | Score | Score |
| ----- | ----- | ------------------------------- | ----- | ------------------ | ----- | ----- |
|       |       | Open International de Normandie | AL    | Nicolas Joakimides |       | -18   |
| 04-10 | 07-10 | Allianz Open de Lyon            | AL CT | Chris Doak         | 271   | -13   |
| 06-06 | 08-06 | Open de Saint-François          |       | Jack Senior        |       |       |
| 15-12 | 17-12 | Mauritius Golf Masters          |       |                    |       |       |

### 2013
| Data  | Data  | Toernooi               | Tour  | Winnaar        | Score | Score |
| ----- | ----- | ---------------------- | ----- | -------------- | ----- | ----- |
| 06-06 | 08-06 | Open de Saint-François | AL AT | Sébastien Gros |       |       |